# Forsteronia pycnothyrsus
Forsteronia pycnothyrsus là một loài thực vật thuộc họ Apocynaceae. Đây là loài đặc hữu của Ecuador.